# سچه
سچه (به لهستانی:  Sycze) یک منطقهٔ مسکونی در لهستان است که در گمینا نوژتس-ستاتسیا واقع شده‌است. سچه ۱۶۰ نفر جمعیت دارد.